# Bataille de Bardi
Guerres entre guelfes et gibelins
Batailles
1150 – 1200
- Vernavola (1154)
- Spolète (1155)
- Tortone (1155)
- Milan (1158)
- Siziano (1159)
- Crema (1159)
- Carcano (1160)
- Milan (1162)
- Prataporci (1167)
- Alexandrie (1174-1175)
- Legnano (1176)

1201 – 1250
- Calcinato (1201)
- Casei Gerola (1213)
- Cortenuova (1237)
- Brescia (1238)
- Faenza (1239)
- Giglio (1241)
- Viterbe (1243)
- Parme (1248)
- Fossalta (1249)
- Cingoli (1250)

1251 – 1300
- Bataille de Montebruno (1255)
- Cassano (1259)
- Montaperti (1260)
- Bénévent (1266)
- Tagliacozzo (1268)
- Colle (1269)
- Roccavione (1275)
- Desio (1277)
- Forlì (1282)
- Pieve al Toppo (1288)
- Campaldino (1289)

1301 – 1350
- Pavie (1302)
- La Lastra (1304)
- Milan (1311)
- Soncino (1312)
- Gaggiano (1313)
- Rho (1313)
- Ponte San Pietro (1313)
- Scrivia (1315)
- Montecatini (1315)
- Pavie (1315)
- Sestri (1318)
- Bardi (1321)
- Mirandola (1321)
- Gorgonzola (1323)
- Vaprio d'Adda (1324)
- Altopascio (1324)
- Zappolino (1325)
- San Felice (1332)
- San Quirico (1341)
- Gamenario (1345)

1351 – 1402
- Mirandola (1355)
- Casorate (1356)
- Solara (1356)
- Alexandrie (1391)
- Casalecchio (1402)

La Bataille de Bardi est une bataille survenue le 29 novembre 1321 entre les forces guelfes menées par Giacomo Cavalcabò et les gibelins dirigés par Galéas Ier Visconti près du bourg du même nom. Elle s'inscrit dans le cadre plus général de la guerre entre guelfes et gibelins.

## Contexte historique
Le 19 mai 1320, une armée sous le commandement de Philippe de Valois arrive en Italie sur l'invitation du pape Jean XXII dans le but de vaincre Mathieu Visconti. Le 2 août, l'armée française rencontre celle de Milan sur la Sesia, mais, constatant la supériorité numérique de l'ennemi, décide de ne pas engager le combat et de se retirer en France, provoquant le désarroi des guelfes. Mathieu Visconti en profite pour envoyer son fils Marco avec une grande armée assiéger Verceil, alors une ville guelfe. Verceil réussit à résister de décembre 1320 à avril 1321, quand une armée guelfe d'environ 3 600 hommes tente de lever le siège visconté, mais est défaite, contraignant la ville à se rendre le 11 avril 1321.
Les Avogadro, seigneurs de la ville et les guelfes exilés sont tous capturés et emprisonnés à Milan. Cette défaite amène Jean XXII, Philippe de Valois et Robert d'Anjou à envoyer de nouveau le cardinal Bertrando del Poggetto en Lombardie afin de vaincre les Visconti. Bertrando arrive d'abord à Asti, puis à Valenza où il impose à Uberto di Sperogaria, inquisiteur dominicain, de renouveler l'excommunication contre Mathieu Visconti, sa famille et tous ses alliés, ce qu'il fait le 26 mai dans l'église de S. Stefano à Bassignana. Mathieu répond au pape qu'en raison de son âge avancé (il a maintenant 70 ans), il ne pourra pas se rendre à Avignon.
Les membres les plus éminents du clergé milanais sont invités à comparaître devant le légat pontifical qui les prie de prêter assistance à la cause guelfe, y compris l'abbé Astolfo de la basilique de S. Ambrogio et l'abbé Lanfranco de celle de S. Simpliciano, bien que certains ecclésiastiques restent fidèles à Visconti. Bertrando envoie ensuite des messagers dans toutes les principales villes guelfes pour recruter des soldats pour une nouvelle campagne anti-viscontéenne. Brescia répond en envoyant 200 hommes, Bologne et Crémone en envoient 100, tandis que Pagano della Torre, patriarche d'Aquilée, avec un petit contingent de 100 cavaliers, se dirige vers Crema en ravageant les campagnes.
Jean XXII invite même Henri de Flandre à reprendre Lodi, alors celui-ci, ne voulant pas laisser passer l'occasion, descend en Italie avec une petite armée et séjourne à Milan où il est bien accueilli par Mathieu Visconti. Cependant, les habitants de Lodi n'ont aucune intention de céder la ville et, sous la direction des Vistarini, chassent les hommes du comte du château, en prennent le contrôle total sous la direction de Jacopo et Sozio Vistarini, puis concluent secrètement un accord avec Mathieu Visconti qui les encourage à poursuivre la rébellion. Henri ne se laisse pas persuader par Visconti d'abandonner l'entreprise, appelant à l'aide Cangrande della Scala, qui envoie Spinetta Malaspina pour tenter de convaincre les Lodigians sans succès, ce qui amène le comte à quitter Milan après un an et à se rendre dans le Monferrato.
Jean XXII décide alors de nommer Raimondo di Cardona vice-roi en Lombardie et commandant de l'armée guelfe, et l'envoie à Asti. Celui-ci parvient à repousser les troupes de Marco Visconti près d'Alexandrie, puis à capturer Valenza. En septembre, Galéas Visconti, fils de Mathieu et seigneur de Plaisance, répond à la déclaration de guerre en recrutant une armée qu'il dirige personnellement pour assiéger Crema, avec pour capitaines le crémonais Ponzino Ponzoni et Vergusio dei Landi. Peu de jours après, ayant laissé les deux capitaines ravager la campagne crémonaise, Galéas assiège Crémone à Porta Po en bloquant le trafic fluvial.
Pendant les opérations, l'armée viscontéenne affronte à la fois le comte de Sartirana et environ 700 guelfes sortis de Crema pour piller la campagne autour de Soncino ; elle les vainc tous deux, faisant de nombreux prisonniers et occupant Soresina. Pour sauver Crémone, Giacomo II Cavalcabò, podestat et capitaine du peuple, se rend personnellement à Bologne et en Toscane pour demander de l'aide et parvient à rassembler une armée de 600 cavaliers commandée par Francesco Scotti avec laquelle, traversant les terres des Da Correggio, il arrive aux rives du Pô, seulement pour les trouver gardées par les galères viscontiennes et être contraint de se replier.

## La bataille
En octobre 1321, une armée de guelfes composée de 400 fantassins et de quelques escadrons de cavalerie venant de Plaisance et de la vallée du Ceno, sous le commandement de Facino di Bardi, attaque le bourg du même nom et sa puissante forteresse, qui se dressait sur une position dominante sur un impressionnant éperon rocheux, contrôlant la rivière et la route reliant Bardi à Borgo val di Taro en passant par Bedonia. La garnison de la forteresse, commandée par le connétable Nello da Massa pour le compte des Visconti, refuse de se rendre et envoie un appel à l'aide aux seigneurs de Milan. L'armée guelfe, sous le commandement du Cavalcabò, se dirige alors vers la vallée du Taro, où elle est bien accueillie étant donné que la région est en bons termes avec Francesco Scotti, jusqu'à arriver à Bardi. Dans les jours suivants, quelques escadrons de cavalerie guelfe se consacrent au pillage de Plaisance.
Lorsque Galéas Visconti apprend les mouvements de l'ennemi, il abandonne le siège de Crémone, rassemble une armée composée de quelques milliers de fantassins venant de Bobbio et de la vallée de la Trebbia, ainsi que d'un millier de cavaliers, dont 500 à 800 Allemands. Il nomme Manfredo dei Landi capitaine, le préférant à Vergusio dont il doutait de la fidélité, et avec lui Corradino Malaspina et Alessandro Pallavicini. Le 29 novembre 1321, l'armée viscontéenne arrive à Bardi et Cavalcabò fait sortir les troupes du campement près du bourg pour les déployer en formation de bataille ; Nello da Massa en profite pour faire une sortie et incendier le bourg.
Cavalcabò déploie ses hommes en cinq colonnes tandis que le Visconti les divise en trois rangs. Le premier se retrouve dans une position défavorable, étant en fait pris au piège, car il est exposé aux sorties de la forteresse de Bardi dans son dos et fait face à l'armée ennemie devant lui. Peu d'informations existent sur le déroulement réel de la bataille. Selon le Corio, avant le début des combats, Cavalcabò, accompagné d'une vingtaine d'autres cavaliers, s'éloigne du reste de l'armée pour examiner le déploiement ennemi mais, s'éloignant trop, il est chargé par la cavalerie viscontéenne et est tué dans le choc.
La mort du commandant guelfe enflamme la bataille qui se déroule principalement à Diamante, à 2-3 km de la forteresse. Selon Musso, cependant, Cavalcabò est tué dans un affrontement avec de nombreux autres cavaliers à l'endroit où se trouve aujourd'hui la chapelle de S. Biagio (connue sous le nom de Madonnina delle Grazie), construite pour commémorer cette victoire. Après de nombreuses heures de combats, la charge des cavaliers allemands menée par Manfredo dei Landi assure la victoire aux Visconti. Les gibelins capturent Leonardo Arcelli, Chiavarino Mancassola et Giannino Coppalati.

## Issue des combats et conséquences
Le 6 décembre, Galéas Visconti fait enterrer Giacomo Cavalcabò avec tous les honneurs dans l'église San Francesco del Prato à Parme, puis retourne assiéger Crémone, qui tombera le 17 janvier 1322.